# Nottertal-Heilinger Höhen
Nottertal-Heilinger Höhen är en stad i Unstrut-Hainich-Kreis i förbundslandet Thüringen i Tyskland.
Staden ingår i förvaltningsgemenskapen Nottertal-Heilinger Höhen tillsammans med kommunerna Körner och Marolterode.
Staden bildades den 31 december 2019 genom en sammanslagning av staden Schlotheim och de tidigare kommunerna Bothenheilingen, Issersheilingen, Kleinwelsbach, Neunheilingen och Obermehler.